# Castello di Yverdon
Il castello di Yverdon (in francese Château d'Yverdon) si trova nella cittadina di Yverdon-les-Bains, sulla riva del lago di Neuchâtel, Svizzera. Si tratta di un bene culturale d'importanza nazionale, la cui costruzione avvenne tra 1260 e 1270 ad opera di Jacques de Saint-Georges su ordine di Pietro II di Savoia. Dal 1830 ospita un museo.